# Avanç i retard de la distribució

1 = PMS
2 = PMI
A: Admissió
B: Compressió
C: Combustió
D: Escapament

Es denomina  avanç i retard de la distribució  als canvis en els moments en què obren i tanquen les vàlvules en els motors de combustió interna de quatre temps, amb relació al moment teòric per fer-ho. El moment teòric per obrir i tancar les vàlvules és en el PMS i el PMI (les vàlvules d'admissió s'obren en el PMS i tanquen al PMI, mentre que les vàlvules d'escapament ho fan al revés; (veure Cicle Otto), però en avançar les obertures i retardar els tancaments, s'aconsegueix augmentar en forma significativa el rendiment i les prestacions del motor, en millorar la velocitat amb la qual es buida el cilindre dels gasos de la combustió, i augmentar la quantitat de barreja aire/combustible que entra al cilindre.

## Avanç i retard
Aquests canvis són calculats pels enginyers en dissenyar el motor, i estan relacionats amb la posició de les lleves a l'arbre de lleves. Per canviar l'avanç i retard d'obertura i tancament de les vàlvules, per exemple: per augmentar la potència en un motor destinat a competicions, cal reemplaçar l'arbre de lleves complet. Tant l'avanç com el retard es mesuren amb el nombre de graus que gira el cigonyal abans o després que el pistó arribi al PMS (punt mort superior) o el PMI (punt mort inferior). Els avanços i retards són quatre:

### Avanç de l'obertura de l'Admissió (AOA)
Si analitzem el funcionament d'un motor de quatre temps, veiem que el millor moment per obrir la vàlvula d'admissió és quan el pistó es troba en el punt més alt del seu recorregut (anomenat  punt mort superior ). No obstant això, pel fet que la barreja aire/combustible es troba en moviment, en obrir la vàlvula d'admissió  abans  que el pistó arribi al PMS, permet que aquesta deixi entrar mescla durant més temps més temps cap al cilindre, aconseguint un millor omplert.

### Retard del Tancament de l'Admissió (RTA)
Per la mateixa raó, degut a la inèrcia que manté la barreja aire/combustible, si mantenim la vàlvula d'admissió oberta un temps després que el pistó ha arribat al PMI, fins i tot quan aquest està ja pujant, permetem que continuï entrant la barreja, el que permet un ompliment encara major del cilindre, amb el consegüent augment del rendiment del motor. Un altre motiu és l'augment de rendiment o d'aprofitament del treball que pot produir el motor en aconseguir una carrera d'expansió més llarga que la d'admissió, però construir un motor que aconsegueixi això mecànicament requereix moltíssima complexitat i a més d'això les pèrdues mecàniques serien fins i tot majors a l'aprofitament, per no parlar que la carrera de compressió també seria més llarga, i no seria rendible. a l'endarrerir el tancament de l'admissió la carrera de compressió és més curta que la d'expansió, aconseguint aquest major aprofitament.

### Avanç de l'obertura de l'escapament (AAE)
Sol ser d'uns 40-45 ° abans del PMI, el que permet buidar el cilindre més ràpidament. Teòricament, amb això es perd potència com que els gasos de la combustió fent pressió sobre el pistó durant menys temps, però aquesta pèrdua és molt baixa i es compensa amb escreix en augmentar la velocitat de buidatge del cilindre.

### Retard del Tancament de l'escapament (RCE)
Igual que en els casos anteriors, degut a la inèrcia que mantenen els gasos d'escapament, aquests continuen sortint per la seva vàlvula, fins i tot quan el pistó va passar el PMS i va iniciar la carrera descendent. L'obertura de la vàlvula d'admissió s'efectua moments abans del tancament de l'escapament, per optimitzar, novament a causa de la inèrcia que presenten els gasos frescos i cremats, l'intercanvi dels mateixos dins del cilindre.

## "Encreuament de vàlvules"
Aquest "solapament" en les obertures de les vàlvules d'admissió i escapament, anomenat  encreuament de lleves  o  encreuament de vàlvules , consisteix en l'espai, mesurat en graus sexagesimals de gir del cigonyal, en el qual la vàlvula d'escapament i la d'admissió es troben obertes en forma simultània. Sol ser d'uns 20 ° a 25 ° per a motors normals d'ús urbà o carreter, i en el cas dels motors d'altes prestacions, per a competició, pot arribar a 35 ° o fins i tot més.
Un encreuament de vàlvules ampli (és a dir, quan el motor respira) permet al motor assolir unes RPM més altes, però el funcionant a baixes velocitats reduirà dràsticament el rendiment del motor, lliurant menys potència i un menor parell motor. Per contra, un  encreuament de lleves  curt, permetrà al motor obtenir un bon rendiment a règims baixos, però per dalt de les 3.500/4000 RPM (depenent del disseny del motor) les seves prestacions decauen.
El caràcter compressible de la barreja aire/combustible, unit als fenòmens d'inèrcia que es produeixen, permeten ampliar l'espai d'obertura de les vàlvules, optimitzant el procés de buidatge i ompliment del cilindre (el que sol anomenar  la respiració del motor ), fent-lo més eficient. Els gasos producte de la combustió han arribat a una alta velocitat en ser escombrats pel pistó en la seva carrera ascendent, apropant-se al PMS. Els gasos d'escapament continuen sortint per efecte de la inèrcia, tot i que el pistó ha passat el PMS i comença a baixar. Mantenint oberta la vàlvula d'escapament s'aconsegueix buidar completament el cilindre d'aquests gasos, que continuen sortint per efecte de la inèrcia ja esmentada, tot i que el pistó es troba baixant, ja a la fase d'admissió.
Previ a l'exposat anteriorment, avançant l'obertura de l'admissió abans que el pistó arribi al PMS, permet que els gasos d'escapament, que estan ja sortint a gran velocitat, arrosseguin darrere seu als gasos frescos, presents en la lluerna d'admissió. Així s'aconsegueix un ompliment del cilindre més ràpid i complet. Com més grans siguin els angles AAA i RCE major serà l'intercanvi. Per això, per poder elevar les RPM del motor (al marge d'altres canvis que poden o han de fer en el motor), cal accelerar el buidatge i ompliment del cilindre. Això s'aconsegueix, entre altres coses, augmentant l'encreuament de vàlvules. En canvi, a baixes RPM part dels gasos frescos escaparan per la vàlvula d'escapament abans que aquesta es tanqui, de manera que la força de l'explosió és menor, i en conseqüència, disminueixen el parell motor i la potència.